# 1974 au cinéma
| Années du cinéma : 1971 - 1972 - 1973 - 1974 - 1975 - 1976 - 1977    |
| Décennies du cinéma : 1940 - 1950 - 1960 - 1970 - 1980 - 1990 - 2000 |

Cet article présente les faits marquants de l'année 1974 au cinéma.

## Principales sorties en salles enFrance

### Films français sortis en 1974
- 16 janvier : L'Horloger de Saint-Paul, film de Bertrand Tavernier, avec Philippe Noiret et Jean Rochefort.
- 20 février : Les Violons du bal, film de Michel Drach.
- 13 mars : Le Mouton enragé, film de Michel Deville, avec Jean-Louis Trintignant et Romy Schneider
- 20 mars : Les Valseuses, film de Bertrand Blier, avec Patrick Dewaere, Gérard Depardieu et Miou-Miou
- 10 avril : La Race des seigneurs, film de Pierre Granier-Deferre, avec Alain Delon
- 15 mai : Stavisky, film d'Alain Resnais, avec Jean-Paul Belmondo.
- 26 juin : Emmanuelle, film de Just Jaeckin, avec Sylvia Kristel, fait 8,8 millions d’entrées.
- 28 août : Contes immoraux de Walerian Borowczyk.
- 11 septembre : Verdict, film d'André Cayatte, avec Jean Gabin et Sophia Loren
- 11 septembre : Le Fantôme de la liberté, avant-dernier film (franco-italien) de Luis Buñuel
- 20 octobre : Vincent, François, Paul... et les autres, film de Claude Sautet, avec Yves Montand, Michel Piccoli et Serge Reggiani
- 23 octobre : Borsalino & Co, film de Jacques Deray, avec Alain Delon
- 23 octobre : La Gifle, film de Claude Pinoteau, avec Lino Ventura et Isabelle Adjani
- 11 décembre : La Femme aux bottes rouges, film de Juan Luis Buñuel, avec Catherine Deneuve et Fernando Rey
- 18 décembre : Le Retour du grand blond, film d'Yves Robert, avec Pierre Richard

### Autres films sortis en France en 1974
- 23 janvier : Touche pas à la femme blanche, film franco-italien de Marco Ferreri.
- 30 janvier : Lacombe Lucien, franco-italo-allemand de Louis Malle.
- 8 mai : Sexe fou (Sessomatto), film italien de Dino Risi
- 12 juin : Sugarland Express (The Sugarland Express), film américain de Steven Spielberg, avec Goldie Hawn
- 16 octobre : Gatsby le Magnifique (The Great Gatsby), film américain de Jack Clayton, avec Robert Redford.
- 23 octobre : La Gifle, film franco-italien de Claude Pinoteau.
- 25 octobre : Conversation secrète (The Conversation), film américain de Francis Ford Coppola, avec Gene Hackman.
- 10 novembre : Lenny, film américain de Bob Fosse, avec Dustin Hoffman.

## Principaux films de l'année
- 747 en péril de Jack Smight.
- American Graffiti de George Lucas.
- À cause d'un assassinat (The Parallax view) d'Alan Pakula avec Warren Beatty, Paula Prentiss et Hume Cronyn.
- Céline et Julie vont en bateau de Jacques Rivette.
- Chinatown de Roman Polanski.
- Conversation secrète de Francis Ford Coppola remporte le Grand Prix du Festival de Cannes.
- La Balade sauvage de Terrence Malick avec Martin Sheen, Sissy Spacek, Warren Oates, Ramon Bieri
- Dakota de Wim Verstappen (Pays-Bas).
- Emmanuelle de Just Jaeckin.
- Une femme sous influence de John Cassavetes.
- Frankenstein Junior de Mel Brooks.
- Foxy Brown de Jack Hill.
- Gatsby le Magnifique de Jack Clayton.
- La Grande Casse de Henry Blight Halicki.
- Harry et Tonto de Paul Mazursky.
- L'Homme au pistolet d'or de Guy Hamilton.
- Un homme qui dort de Georges Perec et Bernard Queysanne
- L'Horloger de Saint-Paul de Bertrand Tavernier.
- L'Île sur le toit du monde de Robert Stevenson.
- Larry le dingue, Mary la garce de John Hough.
- Massacre à la tronçonneuse de Tobe Hooper.
- Le Massacre des morts-vivants de Jorge Grau.
- Les Mains dans les poches de Martin Davidson
- La moutarde me monte au nez de Claude Zidi.
- Le Nouvel Amour de Coccinelle (Herbie Rides Again) de Robert Stevenson.
- Le Parrain (2e époque) de Francis Ford Coppola, Oscar du meilleur film.
- Parfum de femme de Dino Risi.
- Phase IV de Saul Bass avec Nigel Davenport, Michael Murphy, Lynne Frederick, Alan Gifford.
- Portier de nuit de Liliana Cavani avec Charlotte Rampling et Dirk Bogarde.
- Le shérif est en prison de Mel Brooks.
- Stavisky d'Alain Resnais.
- Tremblement de terre (Earthquake) de Mark Robson avec Charlton Heston et Ava Gardner.
- La Tour infernale de John Guillermin & Irwin Allen.
- Un justicier dans la ville de Michael Winner avec Charles Bronson, Hope Lange, Vincent Gardenia, Steven Keats.
- Les Valseuses de Bertrand Blier.
- Vampira de Clive Donner.
- Violence et Passion de Luchino Visconti.
- Les Voitures qui ont mangé Paris de Peter Weir.
- Xala de Sembène Ousmane (Sénégal).

## Festivals

### Cannes
- Grand Prix du Festival International du Film : Conversation secrète de Francis Ford Coppola
- Grand Prix : Il fiore delle Mille e una notte de Pier Paolo Pasolini
- Meilleur Acteur :
  - Jack Nicholson pour The Last Detail (La Dernière Corvée)
  - Charles Boyer pour Stavisky
- Meilleure Actrice : Marie-José Nat pour Les Violons du bal
- Meilleur Scénario : Hal Barwood, Matthew Robbins et Steven Spielberg pour Sugarland Express
- Grand Prix technique : Mahler de Ken Russell
- Short Film Palme d'Or : Ostrov de Fiodor Khitrouk
- Prix du Jury - Best Short Film : Hunger de Peter Foldes
- Prix œcuménique du Jury : Angst essen Seele auf de Rainer Werner Fassbinder
- Prix œcuménique du Jury - Mention Spéciale : Conversation secrète de Francis Ford Coppola

### Autres festivals
- Prix FIPRESCI :
  - Compétition : Angst essen Seele auf de Rainer Werner Fassbinder
  - Parallèle Sections : Lancelot du Lac de Robert Bresson (déclinée)

- Berlinale
  - The Apprenticeship of Duddy Kravitz de Ted Kotcheff

## Récompenses

### Oscars
- Meilleur film : Le Parrain 2 de Francis Ford Coppola
- Meilleur réalisateur : Francis Ford Coppola pour Le Parrain 2
- Meilleur acteur : Art Carney dans Harry et Tonto de Paul Mazursky
- Meilleure actrice : Ellen Burstyn dans Alice n'est plus ici de Martin Scorsese
- Meilleur acteur dans un second rôle : Robert De Niro dans Le Parrain 2
- Meilleure actrice dans un second rôle : Ingrid Bergman dans Le Crime de l’Orient-Express
- Meilleure musique de film : 
  - Meilleure partition originale : Nino Rota et Carmine Coppola pour Le Parrain 2
  - Meilleure partition de chansons et adaptation musicale : Nelson Riddle pour Gatsby le Magnifique
- Meilleur film étranger : Amarcord de Federico Fellini -  Italie

### Autres récompenses
- x

## Box-Office
- France :

1. Emmanuelle de Just Jaeckin (8 894 024 entrées)
2. Robin des Bois de Wolfgang Reitherman (6 475 758 entrées)
3. Les Valseuses de Bertrand Blier (5 726 125 entrées)

- États-Unis :

1. La Tour infernale (48,838,000 $)
2. Le shérif est en prison (47,800,000 $)
3. Frankenstein Junior (38,823,000 $)

## Principales naissances
- 24 janvier : Ed Helms
- 30 janvier : 
  - Christian Bale
  - Olivia Colman
- 16 février : Mahershala Ali
- 28 avril : Penélope Cruz
- 11 mai : Benoît Magimel
- 24 mai : Dash Mihok
- 28 mai : Romain Duris
- 7 juin : Tara Römer († 24 novembre 1999).
- 30 juillet : Hillary Swank
- 7 août : Michael Shannon
- 14 août : Tomer Sisley
- 20 août : Amy Adams
- 23 août : Ray Park
- 31 août : Marc Webb
- 23 septembre : Garth Davis
- 28 octobre : Joaquin Phoenix
- 11 novembre : Leonardo DiCaprio
- 12 novembre : Olivia Côte
- 18 novembre : Chloe Sevigny
- 30 novembre : Marina de Tavira

## Principaux décès

### Premier trimestre
- x

### Deuxième trimestre
- 18 avril : Marcel Pagnol, écrivain, producteur et réalisateur français
- 24 avril : Bud Abbott, acteur américain
- mai : Leslie Austin, acteur britannique
- 3 juin : Gino Cervi, acteur italien
- 29 juin : Sam Baerwitz producteur, scénariste et réalisateur américain

### Troisième trimestre
- 6 juillet : Francis Blanche, acteur et humoriste français
- 21 septembre : Walter Brennan, acteur américain

### Quatrième trimestre
- 13 octobre : Marcel André, acteur français
- 7 novembre : Rodolfo Acosta, acteur mexicain
- 13 novembre : Vittorio De Sica, acteur et réalisateur italien
- 17 novembre : 
  - Paul Azaïs, acteur français
  - Clive Brook, acteur et réalisateur britannique